# Salad trứng

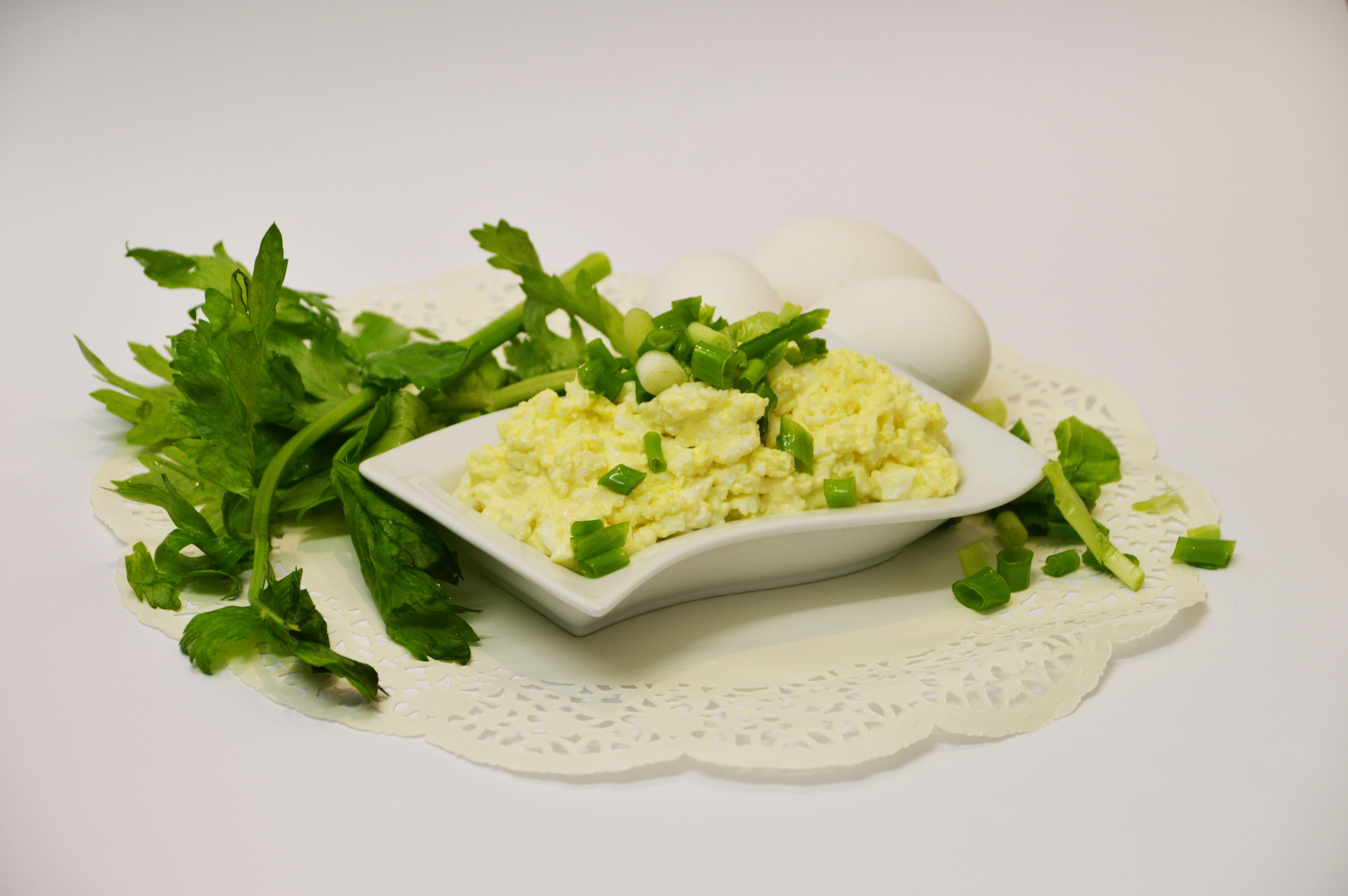
Salad trứng

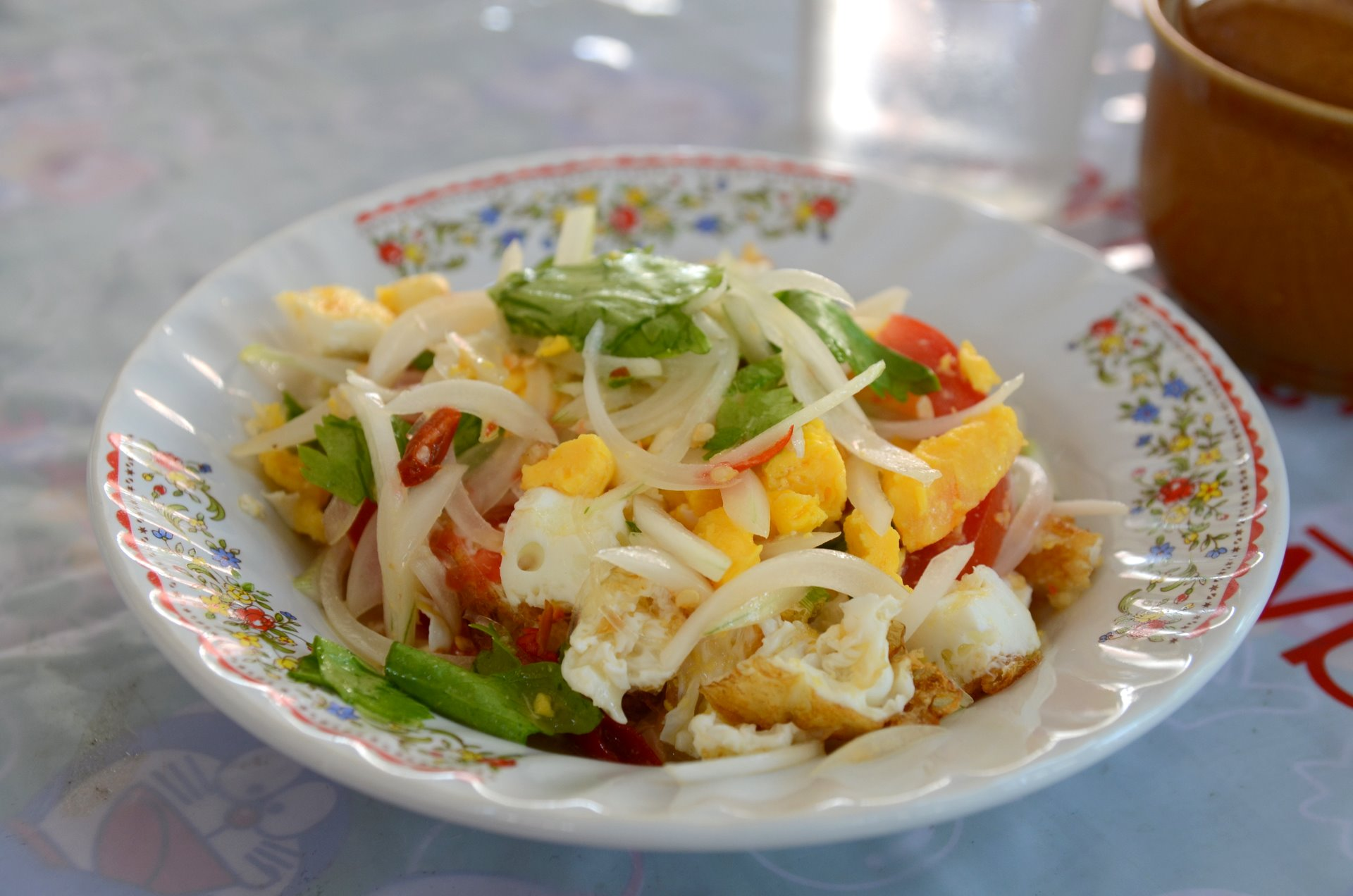
Yam khai dao: một món Salad Thái được chế biến cùng trứng chiên

Salad trứng là một phần của món truyền thống là salad trộn có chứa protein trộn với gia vị là các loại rau thơm, gia vị, và các thực phẩm khác, và bắt buộc phải có sốt mayonnaise. Các món tương tự bao gồm salad gà, salad cua, salad thịt heo, salad tôm hùm, và salad cá ngừ.
Salad Trứng thường được dùng làm nhân bánh sandwich, thông thường được làm bởi trứng luộc sắt lát, mayonnaise, mù tạt, cần tây bằm và củ hành, muối, tiêu đen, và ớt bột. Nó cũng thường được dùng làm topping cho các món salad.

## Các biến thể
Salad Trứng có thể được thực hiện sáng tạo bằng cách thêm vào bất kì loại thức ăn lạnh nào. Thịt xông khói, ớt, bạch hoa, pho mát, dưa chuột, hành tây, rau diếp, dưa ướp da vị, và dưa muối là các nguyên liệu bổ sung tường dùng.
Một món gia vị liên quan mật thiết đến món này là sốt mayonnaise, trong đó trứng luộc sắt lát được trộn chung với mayonnaise.
Một biến thể phổ biến tại Nga và nước Xô viết là Salad Olivier.